# Poison Cake
Poison Cake – singel bośniacko-chorwackiego piosenkarza Marko Bošnjaka wydany 10 stycznia 2025 roku, nakładem wytwórni Aquarius Records. Kompozycja reprezentowała Chorwację w 69. Konkursie Piosenki Eurowizji (2025).

## Tło i kompozycja
Utwór został skomponowany i napisany przez samego wokalistę we współpracy z Basem Wissinkem, Benem Pynem, Emmą Gale i Filipem Majdakem. Za produkcję utworu odpowiada holenderskie przedsiębiorstwo Wissink. Według wokalisty inspiracją do stworzenia utworu były baśnie takie jak Królewna Śnieżka i Jaś i Małgosia, jak stwierdził „piosenka w dużej mierze polega na stawaniu w obronie samego siebie”, a także opowiada „mściwych emocjach i pragnienia sprawiedliwości wobec tych którzy nadużyli swojej władzy”. Bošnjak odkrył że piosenka jest „zupełnie czymś nowym w jego twórczości a także ma wielowymiarowe znaczenie i każdy może interpretować ją na swój sposób”.

## Konkurs Piosenki Eurowizji
20 września 2024 chorwacki nadawca HRT potwierdził swój udział w konkursie oraz rozpoczął przyjmowanie kandydatur do kolejnej edycji Dory. 9 stycznia 2025 utwór zakwalifikował się do stawki preselekcji. 28 lutego 2025 singel został zaprezentowany w drugim półfinale preselekcji i pomyślnie awansował do finału. 2 marca 2025 zwyciężył finał eliminacji uzyskując łącznie 47 punktów w głosowaniu jurorów i telewidzów, otrzymując tym samym prawo do reprezentowania Chorwacji w Konkursie Piosenki Eurowizji 2025 w Bazylei. Utwór został zaprezentowany podczas pierwszego półfinału 13 maja 2025 jako czternasty w kolejności, jednak nie zakwalifikował się do finału.

### Odbiór
Podczas wywiadu w programie IN magazin chorwacja piosenkarka i aktorka Maja Šuput pozytywnie oceniła utwór, określając go „słodkim a zarazem nieco demonicznym”. Serbska piosenkarka Milica Pavlović w wywiadzie dla serwisu Index.hr stwierdziła, że podoba jej się utwór, jego sceniczne wykonania oraz sposób w jaki artysta przechodzi w różne role. Z kolei Josip Bošnjak skrytykował utwór, określając go „kopią »Bohemian Rhapsody« poprzez przyjęcie jej stylistyki muzycznej, dodając nijaką melodię i nieinspirujący tekst”. Dziennikarka Eva Frantz pracująca dla fińskiego nadawcy Yle podczas recenzji piosenek eurowizyjnych przyznała ocenę 2/10, opisując ją jako „dziwną i chaotyczną, w której słodycz miesza się z przerażeniem i zażenowaniem”.

## Notowania
| Kraj      | Lista (2025)                          | Najwyższa pozycja |
| --------- | ------------------------------------- | ----------------- |
| Chorwacja | Croatia Domestic Airplay (HR Top 100) | 1                 |